# Angelo Mosso
Angelo Mosso (30 de mayo de 1846 – 24 de noviembre de 1910) fue un doctor, arqueólogo y fisiólogo Italiano. Inventó la primera técnica de neuroimagen, conocida como 'equilibrio de la circulación humana'.

## Biografía
Nació en Turín, estudió medicina allí y en Florencia, Leipzig y París, y fue nombrado profesor de farmacología en 1876 y profesor de fisiología en 1879 en Turín. Inventó varios instrumentos para medir el pulso y experimentó y escribió sobre la variación en el volumen del pulso durante el sueño, la actividad mental o la emoción. En 1900-01 visitó los Estados Unidos e incorporó los resultados de sus observaciones en Democrazia nella religione e nella scienza: studi sull 'America (1901). En 1882 fundó con Emery the Archives Italiennes de Biologie, en cuyo diario aparecieron la mayoría de sus ensayos. 
Mosso comenzó registrando la pulsación de la corteza humana en pacientes con defectos del cráneo después de procedimientos neuroquirúrgicos. A partir de sus hallazgos de que estas pulsaciones cambian durante la actividad mental, infirió que durante las actividades mentales el flujo sanguíneo aumenta al cerebro. Sorprendentemente, Mosso inventó el "equilibrio de la circulación humana", solo recientemente redescubierto, para medir de forma no invasiva la redistribución de la sangre durante la actividad emocional e intelectual también en sujetos sanos: por lo tanto, se considera como la primera técnica de neuroimagen, precursora de los más refinados técnicas de FMRI y PET Tomografía por emisión de positrones.
Mosso fue elegido miembro de la Real Academia de las Ciencias de Suecia en 1897.
Murió el 24 de noviembre de 1910, a causa de tabes dorsal.

## Obras
Entre sus obras se encuentran:
- Die Diagnostik des Pulses (1879).
- Sulla paura (1884).
- La paura (1891; traducción al inglés de E. Lough y F. Kiesow, Fear, Londres, 1896).
- La fatica (1891; traducción al inglés por MA y WB Drummond, Fatigue, Nueva York, 1904).
- La temperatura del cervello (1894).
- Fisiologia dell 'uomo sulle Alpi (1897; tercera edición, 1909); Traducción al inglés, 1898.[3]
- Mens Sana in Corpore Sano (1903).
- Vita moderna degli Italiani (1905).
- Escursioni nel mediterraneo e gli scavi di Creta (1907; segunda edición, 1910; traducción al inglés, Los palacios de Creta y sus constructores, Nueva York, 1907).[4][5]
- La preistoria: original della civilta mediterranea (1910; traducción al inglés por MC Harrison, The Dawn of Mediterranean Civilization, Nueva York, 1911).
- Nuovo Antologia (en colaboración).

## Invenciones
- El equilibrio de Mosso, redescubierto por Stefano Sandrone y sus colegas.[1]
- Ergógrafo de Mosso - (1890) Un aparato para registrar la fuerza y frecuencia de flexión de los dedos.[6]
- El esfigmomanómetro de Mosso: un instrumento para medir la presión sanguínea en las arterias.